# 五洲大廈
五洲大廈（英語：Continental Mansion）位於香港北角英皇道290至304號，東面是長康街1至23號，於1962年落成（63年樓齡），大廈樓高24層，共287個單位，分前座和後座，屬商住大廈，由大生銀號策劃興建，曾是港九地區最高建築物。

## 三級火警
2013年12月29日早上7時23分，賓館林立的五洲大廈發生三級火警，大火焚燒兩小時被救熄，釀成1死24傷，當中包括11男14女（13至65歲），其中7名外籍遊客性命垂危，包括新加坡及馬來西亞籍遊客；另有6人嚴重，當中有孕婦，唯一一名死者是一名新加坡籍女遊客，她在案發後一直昏迷，延至半年後於新加坡中央醫院過世。大廈在2013年4月開始進行外牆、大堂及更換鹹水管的翻新工程，大廈外圍搭滿棚架及圍網。事發當時北角區氣溫只有約9度，且紅色火災危險警告生效，天氣十分乾燥，大廈後巷一批建築材料突然起火，火舌燒着大廈棚架及圍網向上層蔓延，並由外燒入內。濃煙除封死後門的鐵閘之外，亦經由鐵閘穿入後樓梯，再湧入大廈內，引發「煙囱效應」向上層擴散。由於該段後巷是斜路，令本身位處3樓的悅思客棧離後巷只剩約一層樓的高度，所以首當其衝被波及。截至12月30日，仍有14人留院，4人危殆。2014年1月14日，警方將案件列為縱火案，並通緝一男子。

## 外部連結
- 香港大學圖書館：「五洲大廈」售樓說明書

22°17′23″N 114°11′44″E / 22.28985°N 114.19555°E